# Hatzimichalis
Hatzimichalis (internationaler Markenname, griechisch Χατζημιχάλης Chatzimichalis) oder Domaine Hatzimichali (griech. Κτήμα Χατζημιχάλη Ktima Chatzimichalis) ist ein Weingut aus Attika. Es gehört mit 600.000 Flaschen zu den kleineren unter den großen Weingütern Griechenlands (→ Weinbau in Griechenland), aufgrund der vielen Auszeichnungen aber zu den bekannteren.

## Geschichte
Das Unternehmen wurde erst 1977 gegründet, nachdem der Gründer Dimitris Chatzimichalis bereits 1973 begonnen hatte, Reben zu pflanzen. Er finanzierte das Projekt über einen Elektronikhandel sowie eine Truthahnfarm (deshalb auch der Truthahn als Logo).
Die Region um Atalanti hatte als eine der wenigen Gegenden Griechenlands wegen schwieriger Böden keine Weinbautradition vorzuweisen.

## Unternehmen
Gegenwärtig werden 130 Hektar bewirtschaftet. Von Anfang an produzierte Chatzimichalis eine geringe Quantität vieler verschiedener Weine, was sich stets hinderlich auf Werbung und Bekanntheitsgrad eines Produktes auswirkte. Gegenwärtig sind 18 verschiedene Weine im Angebot. Der Vertrieb findet im Inland eigenständig über das Weingut sowie eine Filiale in Thessaloniki statt, die Firma exportiert vor allem in die USA und nach England. Das Unternehmen publiziert auch Bücher über die Geschichte und Technologie des Weinbaus.

## Weblink
- hatzimichalis.gr